# 崔洁
崔洁（1983年—）生于中国上海，是一位中国当代艺术家。2006年毕业于中国美术学院油画系。现工作生活于北京。
作为一位青年画家，崔洁是中国典型的80后一代。她早期的创作多采用对现实图像的挪用、虚构与质疑，近两年的作品则将关注点转向城市景观与图底的研究。她近两年以此为创作出发点的作品收到导演奥森·威尔斯（Orson Welles）的电影中对图像叠影的运用的影响，因此她的作品所呈现的图像将建筑结构和城市景观以碎片分离重组然后层叠在一起，其中大量运用方格和三角形等几何图形。这些图像细节的放大使得画面传达出当代城市所构成的似曾相识又模糊的陌生感。她被华尔街日报形容为“中国升起的艺术之星”。她的作品在包括“第四届布拉格双年展”（布拉格）、伊比利亚当代艺术中心（北京）、Tomás y Valiente艺术中心（马德里）等机构展出。

## 部分展览
群展
2011
崔洁、李姝睿、张君钢&李洁，LEO XU PROJECTS，上海，中国
2010
亚洲路标—丰田艺术项目，伊比利亚当代艺术中心，北京，中国
2009-2004
第四届布拉格双年展，布拉格，捷克
“诗意的现实：对江南的再解读—来自中国南方的当代艺术”艺术联展，Tomás y Valiente艺术中心，马德里，西班牙
“观念的笔记”艺术联展，伊比利亚当代艺术中心，北京，中国
“形形色色”浙江青年油画家提名展，杭州，中国